# Puccinia alboclava
Puccinia alboclava är en svampart som beskrevs av G.T.S. Baylis 1954. Puccinia alboclava ingår i släktet Puccinia och familjen Pucciniaceae.   Inga underarter finns listade i Catalogue of Life.